# پیرباباعلی
پیرباباعلی، روستایی از توابع بخش مرکزی شهرستان قروه در استان کردستان ایران است.

## جمعیت
این روستا در دهستان پنجه علی قرار دارد و براساس سرشماری مرکز آمار ایران در سال ۱۳۸۵، جمعیت آن ۴۸۰ نفر (۱۰۱خانوار) بوده‌است.